# Pipe and Lyde
Pipe and Lyde est une paroisse civile et un village du Herefordshire, en Angleterre.